# 希爾內 (蘇梅州)
50°50′20″N 34°46′5″E / 50.83889°N 34.76806°E
希爾內（烏克蘭語：Гірне）是位於烏克蘭東北部的村莊，由蘇梅州蘇梅區的下瑟羅瓦特卡市鎮負責管轄。該村距離奧波隆斯凱1公里，海拔高度170米，2001年人口65，該村落95.6%居民是烏克蘭人。